# Kostel, Veliko Tărnovo
Kostel (în bulgară Костел) este un sat în comuna Elena, regiunea Veliko Tărnovo,  Bulgaria. 

## Demografie
Componența etnică a satului Kostel
     Bulgari (88%)
     Nicio identificare (12%)
     Altele (0%)
La recensământul din 2011, populația satului Kostel era de 75 locuitori. Din punct de vedere etnic, majoritatea locuitorilor (88%) erau bulgari. Pentru 12% din locuitori nu este cunoscută apartenența etnică.